# Måndagarna med Fanny (film)
Måndagarna med Fanny är en svensk film från 1977 i regi av Lars Lennart Forsberg.

## Handling
Robert Erikson arbetar som lagerarbetare och biografvaktmästare och lever i ett ansträngt äktenskap. Varje måndag besöker han sin svårt sjuke far som ligger inne på sjukhus. Där träffar han sjukvårdsbiträdet Fanny och de två inleder ett förhållande. När det uppdagas för Fanny att Robert är gift, vill hon avsluta deras relation. Samtidigt får Robert sparken från sitt extrajobb som vaktmästare på grund av sitt spritmissbruk och när fadern också dör rasar världen samman för honom.

## Om filmen
Filmen bygger på Per Gunnar Evanders roman med samma namn (1974) och producerades av Bengt Forslund, Olle Hellbom och Olle Nordemar. Forsberg stod för manus och klippning och Lasse Björne för foto. Musik av Forsberg, Ugo Calise, Hugh Cortley, Musi Silvio och Lasse Dahlberg användes i filmen.
Tommy Johnson gör rollen som Robert Erikson, Ingvar Kjellson rollen som Hilding Erikson och Maria Selbing rollen som Fanny. Bland övriga skådespelare ses Allan Edwall, Ernst Günther och Agneta Ekmanner.
Filmen hade premiär den 31 augusti 1977 på biografen Spegeln i Stockholm.
Måndagarna med Fanny har visats i SVT 1993, 1995 och 2000.

## Rollista
- Tommy Johnson – Robert Erikson, lagerarbetare
- Ingvar Kjellson – Hilding Erikson
- Maria Selbing – Fanny
- Agneta Ekmanner – Gudrun Erikson
- Allan Edwall – Chaufför
- Sture Djerf – Berglund, lagerchef
- Henric Holmberg – Aronsson, lagerarbetare
- Sven Erik Vikström – Nordin, biografmaskinist
- Jan Glad – Stig
- Niels Halding – Gilberg
- Åke Lagergren – kund på lagret
- Jens Holmström – Robert som barn
- Ernst Günther – slaktare
- Rolf Skoglund – slaktarbiträde